# South Bristol (Maine)
South Bristol város az USA Maine államában, Lincoln megyében. Lakosainak száma 1127 fő (2020. április 1.).

## Népesség
A település népességének változása:

| 2010 | 892   |
| 2020 | 1 127 |